# 史冬鵬
史冬鵬（し とうほう、英： Shi Dongpeng 、1984年1月6日 - ）は、中国の陸上競技選手。同国の劉翔の存在があるため、中国第二の男と呼ばれるが、世界で活躍するハードラーである。
110メートルハードルで、2001年に13秒43のユース世界最高記録をマーク。翌年には2002年世界ジュニア陸上選手権で銀メダルを獲得。2003年には劉翔が銅メダルを獲得した世界陸上パリ大会で6位入賞を果たしている。その後、2006年アジア競技大会で銀メダル、2007年世界陸上選手権では5位に入っている。2008年北京オリンピックではタイムも自己ベストには及ばず、不本意な結果に終わった。

## 自己ベスト
- 110mハードル - 13秒19（2007年）